# Sylwiusz Wirtemberski
Sylwiusz Nimrod Wirtemberski (ur. 2 maja 1622, Weiltingen, zm. 24 kwietnia 1664, Brzezinka koło Oleśnicy) – książę Wirtembergii-Weiltingen, pierwszy książę oleśnicki z dynastii Wirtembergów.
Syn księcia Juliusza i Anny Sabiny von Schleswig-Holstein-Sonderburg.
Studiował historię i matematykę w Strasburgu. Podjął się nauki języka polskiego.
Od 1638 roku służył w wojsku księcia Bernarda Weimarskiego po jego śmierci 1639 roku przeniósł się na dwór księcia Ernesta I Pobożnego, który w 1640 odziedziczył księstwo Sachsen-Gotha.
1 maja 1647 roku ożenił się w Oleśnicy z Elżbietą Marią córką księcia oleśnickiego Karola Fryderyka Podiebradowicza. Kilka tygodni po ślubie zmarł Karol. Sylwiusz uzyskał od cesarza Ferdynanda III za 20 000 guldenów tytuł księcia oleśnickiego. Zrzekł się jednocześnie swoich praw do tytułu księcia Wirtembergii-Weiltingen.
Sylwiusz odbudował tereny księstwa po zniszczeniach wojny trzydziestoletniej.
W 1652 roku założył na swoich ziemiach Zakon Trupiej Czaszki. W 1655 zakupił miejscowość Dobroszyce, której nadał prawa miejskie.
Sylwiusz i Elżbieta byli rodzicami:
- Karola (1650–1669)
- Anny (1650–1669)
- Sylwiusza (1651–1697)
- Krystiana (1652–1704)
- Juliusza (1653–1684)
- Kunegundy (1655)
- Sylwiusza (1660)

Zmarł w 1664 roku. Pochowany w złoconym sarkofagu ze stopu cyny z ołowiem. Po śmierci męża Elżbieta przejęła rządy opiekuńcze w imieniu synów.
W 2022 roku dokonano jego ekshumacji i zbadano jego szczątki, które zachowały się w złym stanie. Odrestaurowano też sarkofag, w którym został pochowany książę.